# Kanburia
Kanburia là một chi thực vật có hoa thuộc họ Fabaceae, đặc hữu miền tây Thái Lan.

## Từ nguyên
Tên chi là dẫn chiếu tới Kanburi, tên cũ của tỉnh Kanchanaburi ở miền tây Thái Lan, nơi loài K. chlorantha được phát hiện.

## Các loài
- Kanburia chlorantha (Mattapha & Sirich.) J.Compton, Mattapha, Sirich. & Schrire, 2019. Phân bố: Thái Lan (các tỉnh Kanchanaburi, Tak).
- Kanburia tenasserimensis (Mattapha & Sirich.) J.Compton, Mattapha, Sirich. & Schrire, 2019. Phân bố: Thái Lan (các tỉnh Ratchaburi, Suphan Buri).